# همت‌آباد (چشمه زیارت)
همت‌آباد منطقه ای از شهرستان زاهدان بخش مرکزی شهرستان زاهدان استان سیستان و بلوچستان ایران است.

## جمعیت
بر پایه سرشماری عمومی نفوس و مسکن در سال ۱۳۹۵ جمعیت این روستا ۱۰۴ نفر (۲۷خانوار) بوده‌است.